# Huélaga
Huélaga ist eine Gemeinde (municipio) mit 205 Einwohnern (Stand: 2024) im äußersten Nordwesten der Provinz Cáceres in der Autonomen Region Extremadura im Westen Spaniens. 

## Lage
Huélaga liegt etwa 82 Kilometer (Fahrtstrecke) nordnordwestlich der Provinzhauptstadt Cáceres in einer Höhe von ca. 285 m. Das Klima ist gemäßigt bis warm; Regen (689 mm/Jahr) fällt hauptsächlich im Winterhalbjahr.

## Bevölkerungsentwicklung
| Jahr      | 1970 | 1981 | 1991 | 2001 | 2011 | 2021 |
| Einwohner | 318  | 229  | 181  | 202  | 206  | 208  |

Der deutliche Bevölkerungsrückgang seit den 1950er Jahren ist im Wesentlichen auf die Mechanisierung der Landwirtschaft sowie die Aufgabe bäuerlicher Kleinbetriebe („Höfesterben“) und den damit einhergehenden Verlust von Arbeitsplätzen zurückzuführen.

## Sehenswürdigkeiten
- Petri-Ketten-Kirche (Iglesia de San Pedro Ad Vincula)